# Mark Tyndale
Mark Tyndale (* 4. Januar 1986 in Philadelphia, Pennsylvania) ist ein US-amerikanischer Basketballspieler. Nachdem er zunächst in Australien und seinem Heimatland professionell gespielt hatte, spielt er in der BBL-Saison 2010/11 für den deutschen Erstligisten Telekom Baskets aus Bonn. Seit 2012 spielt Tyndale wieder in seinem Heimatland in der NBA Development League, unterbrochen durch zwei Spielzeiten in Israel.

## Karriere
Nach dem Ende seines Studiums an der Temple University in seiner Heimatstadt bekam Tyndale keinen Vertrag in der am höchsten dotierten Profiliga NBA. So wechselte er nach Australien und spielte 2008 bis 2009 für die 36ers aus Adelaide. Im März 2009 schloss sich Tyndale den Iowa Energy aus Des Moines in der D-League an und versuchte erneut, auch über die NBA Summer League, einen Vertrag in der NBA zu bekommen. 
Für die Saison 2010/2011 unterzeichnete Tyndale erstmals einen Vertrag in Europa und sollte beim deutschen Erstligisten Telekom Baskets Bonn den verletzungsbedingten Ausfall von Vincent Yarbrough kompensieren helfen. Nach dem Ende des Vertrages hatte er zunächst kein professionelles Engagement, bevor er im Januar 2012 einen Probevertrag bei Dnipro-Azot im ukrainischen Dniprodserschynsk einging. Nach vier Wochen wechselte er zum schwedischen Erstligisten Dragons aus Sundsvall. Zur Saison 2012/2013 kehrte Tyndale in die USA zurück und erhielt einen Vertrag bei den Skyforce aus Sioux Falls in der D-League, bevor er Ende Februar zum Ligakonkurrenten Maine Red Claws wechselte, die vom ehemaligen Ulmer Bundesliga-Trainer Mike Taylor trainiert werden. Die folgenden beiden Spielzeiten spielte Tyndale in Israel, bevor er zur Saison 2015/16 in sein Heimatland zurückwechselte, wo er in der D-League bei den Reno Bighorns unter anderem mit Cliff Hammonds, Chad Toppert und Shawn Kemp Jr. zusammenspielt.